# Paul Fidrmuc
Paul Fidrmuc   (Krnov, 28 de juny de 1898 - Barcelona, 20 d'octubre de 1958) va ser un periodista i espia alemany amb el nom en clau d'Ostro. Va viure a mitjans de la dècada de 1940 a Tamariu.